# Mikail Aslan

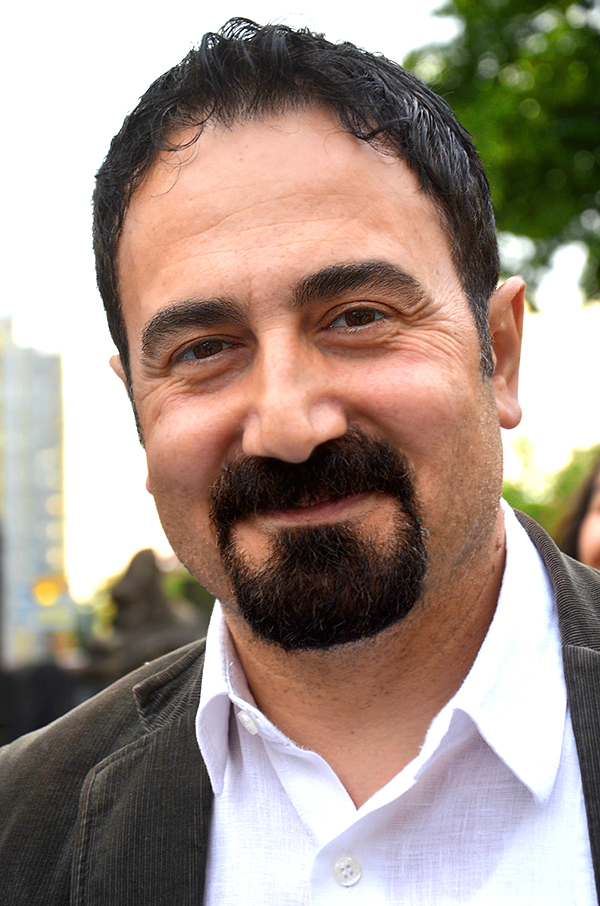
Mikail Aslan (2016)

Mikail Aslan, kurdische und zazaische Schreibweise Mikaîl Aslan (* 1972 in Kardelen, Landkreis Hozat, Provinz Tunceli), ist ein kurdisch-zazaischer Sänger und Musiker aus der Türkei, der in Deutschland lebt.

## Biografie
Mit zehn Jahren siedelte er mit seiner Familie nach Kayseri um. Nach Beendigung des Gymnasiums fing er an, Mathematik zu studieren. Nach zwei Jahren musste er jedoch das Studium aus politischen Gründen vorzeitig abbrechen und beschloss, sich professionell mit Musik zu beschäftigen. Seit seiner Kindheit spielt er Saz. In der Türkei hat er mit den bekanntesten türkisch-kurdischen Musikern gearbeitet und die Musikgruppe Grup Munzur gegründet. Mit dieser Gruppe hat er eigene Lieder komponiert und eine CD aufgenommen. 1994 musste er aus politischen Gründen die Türkei verlassen. Seine Aktivitäten als Musiker und Liedermacher hat er mit der türkischen Musikgruppe Tohum mit Kemal Dinç (Pädagoge an der Musik-Hochschule Codarts in Rotterdam) und dem Bassisten und Komponisten Ergin Aslan in Deutschland fortgesetzt. Zu Tohums Projekt Ogul hat er drei Lieder produziert. 1999 nahm er das Solo-Projekt Agêrayis in seiner Muttersprache Zazaisch auf. Um die Musik auch im Konzert spielen zu können, suchte er nach Musikern mit Jazzerfahrung. So erweiterte er seine traditionelle Musik. Im Jahr 2000 gründete er daraufhin mit Dieter Schmalzried und Michael Weil das Mikail Aslan Ensemble.
2001 begann er am Peter-Cornelius-Konservatorium in Mainz das Studium von Gitarre und Saxophon als Instrumentallehrer, das er 2005 mit dem Examen abschließen konnte. 2003 wurde die CD Kilitê Kou veröffentlicht, die als ein Dokument der alevitischen Kultur aus seiner Heimat Tunceli gedacht ist. Sein Cousin Ahmet Aslan wirkte bei diesem Album mit. Dazwischen komponierte und spielte Mikail Aslan die Musik zu zwei Dokumentarfilmen über Anatolien (arte TV/ZDF). 2005 wurde die dritte Solo-CD Miraz aufgenommen.

## Mikail Aslan Ensemble
Im Februar 2000 wurde das Mikail Aslan Ensemble von Mikail Aslan, Michael Weil und Dieter Schmalzried in Mainz gegründet. Die musikalische Grundlage sind Eigenkompositionen und traditionelle Stücke aus der Heimat von Mikail Aslan. Dabei liegen die musikalischen Wurzeln in der zazaischen, kurdischen, armenischen, persischen und türkischen Musikkultur. Die meisten Texte der Musikstücke sind auf Zazaisch verfasst.
Erste Ergebnisse wurden 2002 in Konzerten in Wiesbaden und Mainz präsentiert. Ein vorläufiger Höhepunkt dieser Arbeit war ein Konzert des erweiterten Ensembles mit dem Sinfonieorchester des Peter-Cornelius-Konservatoriums Mainz in der Uraufführung der Sinfonie Nr. 5 „Connections“ von Gerhard Fischer-Münster am 20. April 2005. Die Sinfonie ist um das Stück „Flucht des Munzur (Remayisê Munzuri)“ von Mikail Aslan komponiert und verbindet traditionelle anatolische Klänge mit der modernen Version des Mikail Aslan Ensembles und den Klängen des europäischen Sinfonieorchesters.

## Diskografie

### Alben
- 1993: Babanın Türküsü (dt.: Das Lied des Vaters) mit Grup Munzur
- 1994: Oğul (dt.: Der Sohn) mit Grup Tohum

### Solo-Alben
- 1999: Agêrayis (dt.: Die Rückkehr)
- 2003: Kilitê Kou (dt.: Der Schlüssel der Berge)
- 2005: Mîraz (dt.: Das Erbe)
- 2008: Zernkut
- 2010: Petag, armenische Volkslieder aus Dersim, mit dem Aqung Ensemble
- 2010: Pelguzar (dt. Herzblatt)
- 2013: Xoza (dt. Das Wiedererwachen)
- 2015: Venge Royi (dt. Klänge des Euphrats)
- 2018: Axpîn
- 2020: Vengê Royî 2

### Singles (Auswahl)
- 2003: De Bê Wayiro (mit Ahmet Aslan)
- 2003: Dilbera Dersimi
- 2005: Elqajiye
- 2005: Canım Efendim (mit Aynur Doğan)
- 2005: Zere Mı
- 2005: Miraz / Beyta 3,4
- 2008: Way Way Nînna
- 2013: Çem Vano
- 2013: Adire Zerre Ma
- 2018: Çi Tofan Bu (mit Rojda Aykoç)

## Weitere Kompositionen
- 2005: Remayise Munzurî, (dt.: Die Flucht des Munzur), Sinfonie
- 2010: Kick Off, Filmmusik

## Mitglieder des Mikail Aslan Ensembles
- Mikail Aslan (Saz, Tembur, Gitarre, Saxophon, Klarinette und Gesang)
- Cemil Qoçgiri (Tembur, Cura, Gitarre)
- Nure Dlovani (Violine)
- Susanne Hirsch (Cello)
- Günter Bozem (Perkussion)
- Yasin Boyraz (Kaval)
- Zafer Kücük (Mey)
- Torsten de Winkel (Bass)